# Masami Toyoshima
Masami Toyoshima (豊島まさみ?, Toyoshima Masami; Tōkyō, 24 aprile 1965) è una doppiatrice giapponese.
Lavora alla 81 Produce ed è nota soprattutto per essere la doppiatrice originale del personaggio Delia Ketchum nell'anime Pokémon

## Doppiaggio

### Anime
- Pokémon (Delia Ketchum)
- Ristorante Paradiso (Angela)
- Guerriere Sailor Venus Five (Afrodite)
- Kindaichi shōnen no jikenbo
- Bakuretsu Hunter (Butter)
- Akira
- Silent Möbius
- Cooking Papa (Hanaoka-sensei)
- Generator Gawl (Keiko)
- Alien 9 (Mamm di Kumi)
- Let's & Go - Sulle ali di un turbo (Lizhi)
- Detective Conan (Mika Mitsui)
- Arjuna - La ragazza terra (Newscaster)
- 100% Fragola (di Nishino)
- Red Garden (mamma di Rose)
- Seikai no monshō (Rurune)
- DNA² (Insegnante)
- Moominland, un mondo di serenità
- Ranma ½ (Yuka)

## Doppiatrici italiane
- Cinzia Massironi: Delia Ketchum